# Dar El Beïda
Dar El Beïda es un municipio (baladiyah) de la provincia o valiato de Argel en Argelia. Se encuentra ubicado en el centro-norte del país, junto a la costa del mar Mediterráneo y al sureste de la capital del país, Argel. En su término municipal se encuentra el aeropuerto de Argel, el Aeropuerto Internacional Houari Boumedienne. En la época colonial, se conocía como Maison Blanche (Casa Blanca).
En abril de 2008 tenía una población censada de 80 033 habitantes.